# Kasimierz Browicz
Kasimierz Browicz (17 de diciembre de 1925-10 de junio de 2009) fue un botánico, dendrólogo, y explorador polaco. Desarrolló actividades académicas en el Instituto de Dendrología de la Academia Polaca de Ciencias

## Algunas publicaciones
- 1967. The genus Colutea L. Monographiae botanicae 15

### Libros
- 1987. Excursion: XIV International Botanical Congress. National parks and nature reserves in southern Poland, Nº 23, 44 pp.
- 1978. Atlas of Distribution of Trees and Shrubs in Poland. Parte 26. Ed. Polska Akademia NauK. Instytut Dendrologii, 28 pp.
- 1977. Flora Iranica: Rhamnaceae. Con J. Zieliński. Nº 125. Ed. Naturhistorisches Museum, 44 pp.

### Eponimia
- (Betulaceae) Betula browicziana Güner[2]
- (Lamiaceae) Micromeria browiczii Ziel. & Kit Tan[3]
- (Rosaceae) Amygdalus browiczii Freitag[4]
- (Rosaceae) Cotoneaster browiczii J.Fryer & B.Hylmö[5]
- (Rosaceae) Crataegus × browicziana K.I.Chr.[6]
- (Rosaceae) Pyrus browiczii Mulk.[7]